# Линија (ликовни елемент)
Линија (црта) је основни ликовни елемент у ликовним уметностима. Доминантан је елемент на цртежу. Поред линије основни ликовни елементи су и тачка и површина.
За линију још кажемо да је тачка у покрету, тачка која је кренула. Постоји као реална црта изведена цртаћим средствима на некој подлози, материјалу (папир, платно, камен, глина, метал, жица, …). Осим тога, линија може бити права и крива, може бити у простору и може дефинисати простор. 

## Карактер линије
Карактер линије је пре свега дводимензионалан али уметници користе линију и у три димензије као просторни цртеж. У ликовним уметностима, у визуелној комуникацији, линија је примарно средство. Код сликања, цртања, писања, остављања трагова, преношења порука, записа… . У ликовним уметностима линију уметници употребљавају и прилагођавају уметничком изразу, теми и ликовним вредностима дела.

## Врсте линија
Линија може бити права, крива, енергична, блага, испрекидана, изломљена...